# Kepler Cheuvreux
Kepler Cheuvreux, formée en avril 2013 par la fusion de Kepler Capital Markets (KCM) et Crédit Agricole Cheuvreux, est une entreprise financière offrant des services de recherche, d’exécution, de conseil et de gestion d’actifs. Kepler Cheuvreux est présent dans 12 pays européens et aux États-Unis.

## Historique

### 1997: Origines
En 1997, Kepler Capital Markets est créé sous le nom de Julius Baer Brokerage (JBB), une filiale du groupe bancaire suisse Julius Baer Holding. En 2003, cette dernière vend JBB à Lightyear Fund, une entreprise américaine de private equity. JBB change alors de nom pour Kepler Equities, dont la banque islandaise Landsbanki fait l’acquisition deux ans plus tard, en 2005. Les motifs de cette acquisition sont le développement d’une entreprise de services financiers diversifiés, incluant du courtage entre teneurs de marché, de la finance d’entreprise, de l’investissement dette & crédit, et des solutions d’investissement. Elle change de nom pour Landsbanki Kepler.

### 2008: MBO et indépendance
À la suite de la faillite de Landsbanki en 2008, Kepler Landsbanki est rachetée par ses employés par un mécanisme de MBO (management buy-out) et change une nouvelle fois de nom, pour Kepler Capital Markets (KCM). Elle devient indépendante et se recentre sur les seules activités de courtage. Kepler Capital Markets devait cependant rembourser plus de 20 millions d'euros de dettes aux créanciers de Landsbanki.
Les statuts de la société Kepler Holding ont été modifiés le 8 septembre 2010.[réf. souhaitée]

### 2011: Entrée au capital de nouveaux actionnaires institutionnels
En 2011, la société d’investissements BlackFin Capital Partners entre au capital de KCM à hauteur de 47%, en fédérant autour d’elle quatre acteurs institutionnels : Caisse des Dépôts, Crédit Mutuel Arkéa et Banca Leonardo, dont KCM achète par ailleurs l’unité de courtage actions et de recherche.

### 2011 – 2018: Restructuration du groupe et multiplication des alliances
La décennie est marquée par la multiplication des partenariats stratégiques qui ont permis au groupe de se développer à l’international, à commencer, en 2011, par une alliance entre KCM et UniCredit sur le courtage en actions et l’Equity Capital Market en Europe de l’Ouest d’abord, puis en Europe centrale et en Europe de l’Est à partir de 2012. UniCredit entre au capital de KCM en 2013.
En décembre 2013, Kepler Cheuvreux acquiert Derivatives Capital, une société française spécialisée dans les produits structurés pour les conseillers en gestion de patrimoine et aux banques privées, visant à créer une nouvelle plateforme indépendante.
À la suite de cette opération, les alliances stratégiques de Kepler Cheuvreux se succèdent, dans le courtage, la recherche en actions et les activités d’ECM : CIMB pour l’Asie (2015), Rabobank pour les Pays-Bas (2016), Piper Jaffay pour les États-Unis (2017), Swedbank pour les pays nordiques (2017), Belfius pour la Belgique (2017) et CIBC pour le Canada (2018). Parmi ces entités, Rabobank, Swedbank et Belfius entrent aussi au capital de Kepler Cheuvreux.

### 2018: Deux nouvelles prises de participation majeures, et poursuite de la diversification
Atlas Merchant Capital et Edmond de Rothschild Equity Strategies (ERES) rachètent la participation de BlackFin Capital Partners et entrent ainsi au capital de Kepler Cheuvreux en juin 2018, respectivement à hauteur de 20% et de 7.7%. Kepler Cheuvreux reste cependant contrôlé à hauteur de 40 % des droits de vote par ses salariés.

## Activités

### Recherche
L'activité de recherche de Kepler Cheuvreux, qui inclut l'analyse de titres financiers comme les actions et obligations, compte environ 120 analystes couvrant 1000 sociétés en Europe. En juin 2015, la société signe un partenariat avec la banque d’investissement asiatique CIMB visant la distribution réciproque de leurs recherches dans leurs marchés respectifs. Depuis février 2017, Kepler Cheuvreux distribue la recherche actions de la banque d'investissement américaine en Europe Piper Jaffray. En septembre 2018, le groupe français de services financiers exporte sa recherche au Canada en nouant un partenariat avec CIBC. En octobre 2019, Kepler Cheuvreux et le Macquarie annonce leur coopération afin de distribuer leur recherche actions dans leurs marchés respectifs en Europe et en Asie-Pacifique.

### Gestion d’actifs
En 2018, Kepler Cheuvreux se diversifie dans la gestion d’actifs avec l'acquisition d'une société de gestion.  Rebaptisée KCI, cette nouvelle entité est chargée de développer deux activités : l’une dédiée à la preferred equity (financement sous forme de dette mezzanine et de produits de quasi-capital), l’autre à la dette privée, sous forme d'Euro PP et de dette senior. En 2019, Kepler Cheuvreux entre au capital de Move Capital pour lancer un fonds de Private Equity dans le secteur des nouvelles technologies.

## Organisation

### Actionnariat
En juin 2018, Atlas Merchant Capital et Eres (Edmond de Rothschild Equity Strategies) ont rejoint en juin 2018 le capital de Kepler Cheuvreux. Société indépendante, l’actionnariat de Kepler Cheuvreux est réparti de la façon suivante en 2018 : Management et salariés (25,5%), Atlas Merchant Capital (20,0%), Crédit Agricole CIB (15,1%), UniCredit (10,3%), Eres (7,7%), Swedbank (6%), Caisse Des Dépôts (5,2%), Belfius (5,2%) et Rabobank (5%).
Kepler Cheuvreux est contrôlé à hauteur de 40% des droits de vote par le management et les salariés.

### Gouvernance
Kepler Cheuvreux est une société anonyme à directoire et conseil de Surveillance. Le conseil de surveillance et le directoire sont respectivement présidés par Laurent Quirin et Grégoire Varenne.

## Implantation
Kepler Cheuvreux dispose de 14 bureaux de recherche à travers le monde : douze en Europe (Amsterdam, Bruxelles, Frankfort, Genève, Londres, Madrid, Milan, Oslo, Paris, Stockholm, Vienne et Zurich) et deux aux États-Unis (New-York et Boston).

## Controverses
Le 14 décembre 2017, la Commission des Sanctions de l'AMF a sanctionné Kepler Cheuvreux pour des manquements réglementaires, notant que l'entreprise avait sous-estimé l'importance de certaines régulations en se concentrant sur d'autres aspects de la fusion avec Cheuvreux CA. Pour la fixation de la sanction pécuniaire à 900 000 euros (alors que les textes applicables prévoient une sanction pouvant atteindre 10 millions d‘euros), l’AMF a retenu d’une part « l’absence d’identification d’un préjudice causé à des tiers ou encore d’un gain ou avantage obtenu, » et d’autre part que la société « a coopéré avec l’AMF et a mis en œuvre des mesures correctives à la suite du contrôle de l’AMF qui ont compensé les économies réalisées grâce aux manquements ».
En août 2020, à la suite de menaces et d'intimidations anonymes en Allemagne, l'analyste actions, chargé du suivi du commerce de détail alimentaire, de Kepler Cheuvreux a été contrainte d'arrêter de suivre le groupe Casino et l'enseigne de distribution allemande Metro. L'analyste avait conseillé aux investisseurs clients de Kepler Cheuvreux de « conserver » le titre Metro et de « réduire » les positions sur Casino. Ces deux groupes ont notamment pour actionnaire minoritaire le milliardaire tchèque Daniel Kretinsky. Ce dernier, au même titre que le groupe Casino, a condamné les menaces adressées à l'analyste. Ni Kepler Cheuvreux, ni l'analyste, n'ont commenté cette affaire. Une enquête est en cours de la part de la police allemande, tandis que l’Autorité des marchés financiers (AMF) a déclaré « déplorer » cette situation. Le gendarme financier a également indiqué avoir informé le procureur de la République,.